# دکولاتورا
دکولاتورا (به ایتالیایی: Decollatura) یک کومونه در ایتالیا است که در استان کاتانزارو واقع شده‌است.

## خصوصیات
دکولاتورا ۵۰٫۳۵ کیلومترمربع مساحت و ۳٬۱۸۸ نفر جمعیت دارد و ۷۴۴ متر بالاتر از سطح دریا واقع شده‌است.

## خواهرخوانده
شهر دانبری، کنتیکت خواهرخواندهٔ دکولاتورا هست.